# Копьёво (посёлок, Хакасия)
Копьёво (хак. Арға пазы) — посёлок сельского типа, административный центр Орджоникидзевского района Республики Хакасии России. Образует Копьёвский поссовет.

## География
Расположен в северной части района, у Ачинско-Мунусинского хода Красноярской железной дороги, у слияния рек Белый и Чёрный Июс.
В 15 километрах от посёлка находится Верхняя гора, наивысшая отметка (876 м над уровнем моря) поверхности Чулымо-Енисейской котловины.

## История
Начало становления посёлка относится к 1914 году. Официальной датой зарождения считается 20 сентября 1923 года, когда было открыто движение поездов от Ужура до станции Копьёво, при которой возник посёлок.
По переписи 1926 года станция насчитывала 10 дворов, население 109 человек. В 1930 году началось строительство леспромхоза. Статус посёлка городского типа с 1959 года. Преобразован в сельский населённый пункт в 2010 году.
Посёлок Копьёво стал центром Орджоникидзевского района в 1959 году. Незадолго до этого Президиум Верховного совета РСФСР своим указом от 11 августа 1955 года переименовал Саралинский район (образован в Красноярском крае постановлением ВЦИК 1 августа 1935 года с центром в посёлке Тёплая Речка) в Орджоникидзевский. 3 июня 1959 года Копьёво стало центром Орджоникидзевского района.

## Население
| 1959  | 1970  | 1979  | 1989  | 2002  | 2009  | 2010  | 2012  | 2013  |
| ----- | ----- | ----- | ----- | ----- | ----- | ----- | ----- | ----- |
| 5048  | ↗5199 | ↘5156 | ↗5772 | ↘4935 | ↘4609 | ↘4401 | ↘4331 | ↗4354 |
| 2014  | 2015  | 2016  | 2017  | 2018  | 2019  | 2020  | 2021  |       |
| ↘4316 | ↘4199 | ↘4116 | ↘4113 | ↘4036 | ↘3941 | ↘3897 | ↗3936 |       |